# إرفينغ ليونارد
إرفينغ ليونارد (بالإنجليزية: Irving Leonard)‏ هو منتج أفلام أمريكي، ولد في 28 ديسمبر 1915، وتوفي في 13 ديسمبر 1969.

## وصلات خارجية
- إرفينغ ليونارد على موقع IMDb (الإنجليزية)
- إرفينغ ليونارد على موقع قاعدة بيانات الفيلم (الإنجليزية)